# Kabilar
Kabilar (Tamil: கபிலர் Kapilar [ˈkabilər]) war ein tamilischer Dichter. Er lebte womöglich im 2. Jahrhundert n. Chr. und verfasste zahlreiche Gedichte, die zum Korpus der alttamilischen Sangam-Literatur gehören. Kabilar ist der produktivste und bekannteste der Sangam-Dichter.

## Werk und Autorschaft
Kabilar werden über 200 Gedichte der Sangam-Literatur zugeschrieben. Damit ist er der produktivste unter den 473 namentlich bekannten Dichtern und Dichterinnen des Sangam-Korpus. Im Einzelnen sind die Kabilar zugeschriebenen Sangam-Gedichte die Folgenden:
- 29 Gedichte der Anthologie Kurundogai
- 20 Gedichte der Anthologie Natrinai
- 17 Gedichte der Anthologie Agananuru
- 100 Gedichte der Anthologie Aingurunuru
- 29 Gedichte der Anthologie Kalittogai
- 28 Gedichte der Anthologie Purananuru
- 10 Gedichte der Anthologie Paditruppattu
- das Kurinchippattu

Beide Genres der alttamilischen Dichtung, Liebesdichtung (agam) und Heldendichtung (puram), sind in Kabilars Œuvre vertreten. Kabilar galt als Spezialist für die Thematik der Berglandschaft (kurinchi), einer der „fünf Landschaften“ der alttamilischen Liebesdichtung. Fast alle Kabilar zugeschriebenen Liebesgedichte gehören dem Kurinchi-Typ an. Bei den Anthologien Aingurunuru und Kalittogai, die in fünf Abschnitte zu je einer der Landschaften eingeteilt sind, soll der Abschnitt zur Berglandschaft jeweils von Kabilar verfasst worden sein, ebenso wie das Kurinchippattu, ein längeres Einzelgedicht zur Kurinchi-Thematik.
Daneben werden Kabilar eine Reihe von späteren Werken zugeschrieben. Hierzu gehören das Inna Narpadu, ein didaktisches Werk, das dem nachklassischen Padinenkilkkanakku-Korpus angehört, und ein Vers des Tiruvalluvamalai, eines Lobgedichts auf den Dichter Tiruvalluvar. Ferner finden sich im Kanon der religiösen Dichtung des tamilischen Shivaismus, dem Tirumurai, Gedichte, die einem Kabiladevar zugeschrieben werden. Hierbei handelt es sich um den Namen Kabilar, erweitert um den ehrerbietenden Namensbestandteil devar „Gott“.
Die Kabilar zugeschriebenen Gedichte stammen aus sehr unterschiedlichen Epochen und können unmöglich von derselben Person verfasst worden sein. Dies ist bei den nachklassischen Gedichten offensichtlich, aber auch die Werke des Sangam-Korpus liegen mehrere Jahrhunderte auseinander: So werden die Gedichte des Kurundogai, Natrinai, Agananuru und Purananuru auf das 1. bis 3. Jahrhundert n. Chr. datiert, während das Kalittogai aus dem 6. Jahrhundert stammt. Daher scheint es naheliegend, dass die Zuschreibung nicht immer authentisch ist. Vielmehr scheinen in späterer Zeit Gedichte des Kurinchi-Typs willkürlich dem für diese Thematik berühmten Dichter Kabilar zugeschrieben worden sein. Es ist aber auch nicht auszuschließen, dass es in verschiedenen Perioden mehrere Dichter mit dem Namen Kabilar gab.

## Biografie
Über die Biografie Kabilars sind kaum historische Fakten bekannt. Alles, was über seine Biografie gesagt werden kann, stammt entweder aus Gedichten, die er verfasst haben soll, oder aus der höchst unsicheren Überlieferung. Laut einem späteren Werk, dem Tiruvilaiyadarpuranam, soll Kabilar in Tiruvadavur nahe Madurai geboren worden sein. Sein Name stammt aus dem Sanskrit (kapila „bräunliche oder rötliche Farbe“). Kamil Zvelebil setzt seine Lebenszeit auf ca. 140–200 n. Chr. an, die Datierung ist aber unsicher.
Die Kabilar zugeschriebenen Heldengedichte haben (wenn man ihre Authentizität akzeptiert) teils autobiografischen Charakter. Kabilars Patron war der Fürst Pari, den er in seinen Gedichten im Purananuru preist. Paris Festung auf dem Parambu-Berg (mit dem heutigen Piranmalai identifiziert) wurde aber von Feinden eingenommen und Pari im Kampf getötet. Nach dem Tod seines Patrons nahm es Kabilar laut dem Purananuru auf sich, die beiden Töchter Paris zu verheiraten. Der Überlieferung zufolge soll dies aber nicht gelungen sein. Außer Pari besingt Kabilar auch einen anderen Fürsten namens Kari, über den ansonsten wenig bekannt ist. Zudem wird Kabilar eine Dekade des Paditruppattu zugeschrieben, das dem Lobpreis des Chera-Königs Selvakkadungo Aliyadan dient.

## Nachleben

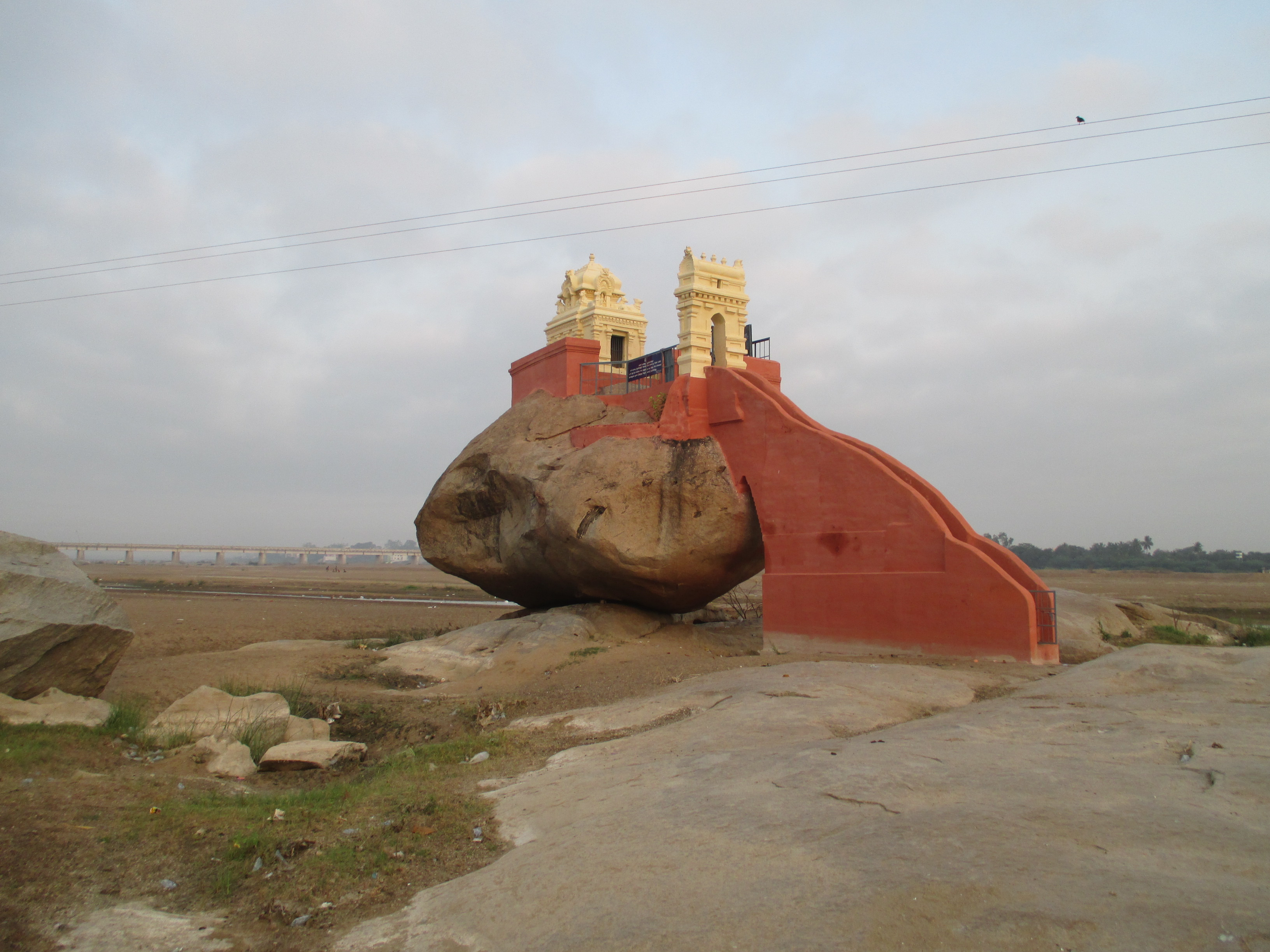
Der Kabilar-Felsen bei Tirukkoyilur

Schon während der Sangam-Epoche scheint Kabilar berühmt gewesen zu sein. So wird er viermal in Sangam-Gedichten anderer Autoren erwähnt. In nachklassischer Zeit bildet er zusammen mit den Dichtern Paranar und Nakkirar ein Trio, in dem sich die Erinnerung an die Sangam-Literatur kristallisiert. Die drei Dichter kommen in zahlreichen späteren Versionen der Sangam-Legende vor. Ebenfalls werden diese drei (als Kabiladevar, Paranadevar und Nakkiradevar) als Autoren von Texten des tamilischen shivaitischen Kanons erwähnt.
Im Tirukkoyilur im Distrikt Viluppuram befindet sich im Flussbett des Ponnaiyar-Flusses ein Felsen, auf dem Kabilar der Überlieferung nach Selbstmord begangen haben soll, nachdem er eine Tochter seines verstorbenen Gönners Pari mit dem dortigen Herrscher Malaiyaman verheiratet hatte. Besagter Felsen ist als „Kabilar-Felsen“ (Kabilar kundru) bekannt und beherbergt heute einen kleinen Schrein. Die Legende wird in einer Inschrift des Chola-Königs Rajaraja I. aus dem Jahr 1012 im nahegelegenen Veeratteswarar-Tempel erwähnt.